# 中島宏之
中島 宏之（なかじま ひろゆき、本名・旧登録名：中島 裕之〈読み同じ〉、1982年7月31日 - ）は、兵庫県伊丹市出身の元プロ野球選手（内野手）。右投右打。
2001年から2012年にかけて在籍した埼玉西武ライオンズ（2007年までの球団名は「西武ライオンズ」）で主力打者および遊撃手として活躍した。その後はオリックス・バファローズ、読売ジャイアンツ（巨人）、中日ドラゴンズでプレーし、2024年限りで現役を引退した。
愛称は「ナカジ」。妻はファッションモデルの相沢紗世。鳥谷敬に次ぐNPB史上2人目・パ・リーグでは唯一の、遊撃手としてのシーズン100打点達成者。

## 経歴

### プロ入り前
出生時は右肩が母体内で引っかかるなどの難産で、担当医からは「右肩に何らかの障害が残る可能性がある」と指摘され、乳児の頃から柔らかいゴム製のボールを半ば強制的に握らされていたという。伊丹市立桜台小学校時代は投手として幼馴染みの山崎勝己とバッテリーを組み、全国大会に出場。伊丹市立天王寺川中学校では宝塚シニアに所属し、高校進学時には県外からもスカウトされたが、地元の報徳学園高校を山崎と共に受験。山崎は合格したものの、中島は合格に至らなかったため、兵庫県立伊丹北高校に進学。シニアでの厳しい練習から野球に嫌気が差していたこともあり、強豪校とは違う練習環境の中で力を伸ばしていった。後に本人は「報徳に入学していたら野球を続けていなかったと思う」と述べている。
伊丹北高校への進学後は、1年時からレギュラーに定着。兵庫大会では、1年夏に右翼手、2年夏に1番打者、先発投手に転向した3年夏には「1番・投手」として出場した。在学中のチーム成績は2年夏の兵庫県大会での16強が最高であったが、中島自身は対外試合で通算43本塁打を放ったことから、西武ライオンズのスカウト陣の目に留まった。
2000年度ドラフト会議で、西武から内野手として5巡目指名を受け、契約金4000万円、年俸600万円（金額は推定）という条件で入団した。無名校出身ながら高卒で指名された理由について、当時同校の監督だった後藤博雄は「真面目な性格が下積みにも耐えられるとスカウトが評価したのではないか」と語っている。入団当初の背番号は56。

### 西武時代

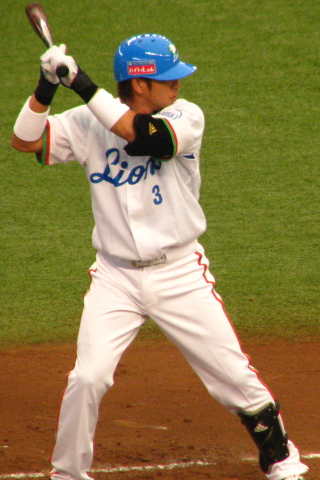
西武時代（2009年）

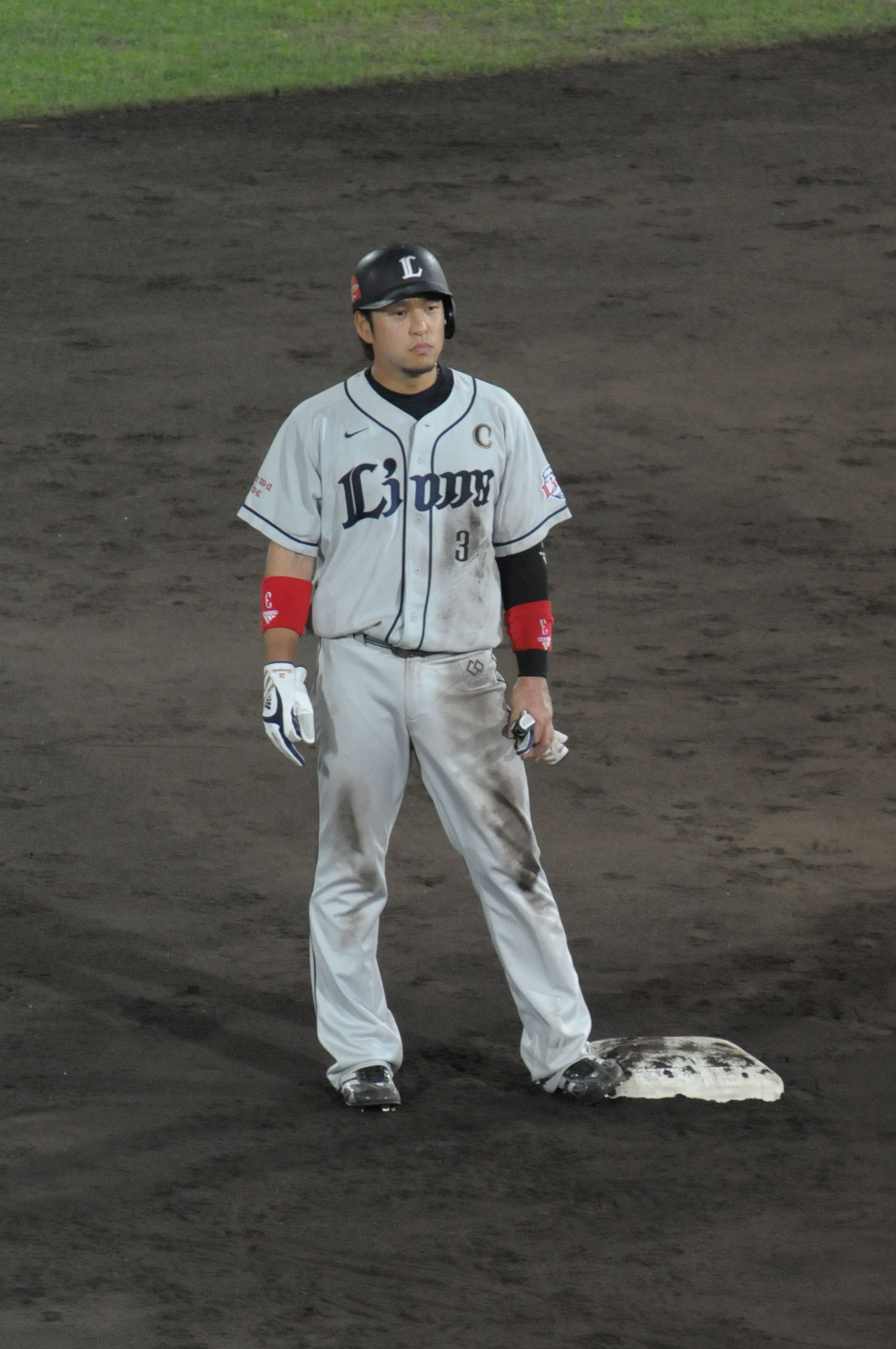
キャプテンマークを付けた中島（2011年）

2001年は、チームの正遊撃手だった松井稼頭央がメジャーリーグへの挑戦を志向していたことを背景に、遊撃手へコンバート。しかし、高校時代まで経験のなかったポジションであったことから、30試合に出場したイースタン・リーグの公式戦では7失策、2安打で打率.105にとどまる。
2002年は、イースタン・リーグ公式戦でただ1人全100試合に出場。リーグの規定打席へ到達しリーグ最多の安打、得点、犠飛、死球を記録した。併殺打10本、25失策もリーグ最多で、リーグ2位の打率.299、チーム2位の11本塁打、リーグ4位の47打点となりファームの優秀選手賞に選出。10月6日の対日本ハムファイターズ戦（東京ドーム）に「5番・指名打者」としてスタメンで一軍デビューし、2回表に金村曉から一軍での初安打など、一軍公式戦にも4試合へ出場した。
2003年は、一軍公式戦44試合に出場し、一軍での初打点、初本塁打、初盗塁を記録。イースタン・リーグ公式戦では、規定打席に達しなかったものの、チームトップの打率.306、チーム2位の13本塁打。
2004年は、背番号を3へ変更。前年までの正遊撃手だった松井が海外FA権の行使によってニューヨーク・メッツへ移籍したことを背景に、一軍公式戦の開幕から「7番・遊撃手」としてスタメンに抜擢。開幕スタメンを伊東勤監督に進言したのは土井正博ヘッド兼打撃コーチである。その後も「正遊撃手は荷が重過ぎる」との声が上がる中スタメンで起用され、オールスターゲームにも監督推薦で初出場した。同年のパシフィック・リーグでは唯一フルイニング出場し、打率.287（リーグ19位）、27本塁打（リーグ8位）、90打点（リーグ7位）、18盗塁（リーグ4位）を記録。
2005年はイレギュラーバウンドした打球を顔面に受けて頬骨を骨折し、戦線離脱。復帰後はレギュラーに戻り規定打席に到達して打率.274（リーグ19位）、11盗塁（リーグ7位）を記録したが、リーグ3位の17併殺打、遊撃手としてリーグ最多の10失策を記録。
2006年は開幕から3番打者を務め、オールスターゲームにも選出され、一時首位打者争いに加わるなどチームの首位争いに貢献した。7月30日の楽天戦で山村宏樹から死球を受け、左第4中手骨を骨折したが予定より早い9月12日に復帰した。打率.306で初めて3割に到達した。守備では2年連続で遊撃手部門リーグ最多の16失策を記録し、同年オフの契約更改では球団初となる守備での出来高払いが設定された。
2007年も開幕から3番で起用され、オールスターゲームに3度目の出場を果たした。両リーグ通じて唯一の9試合連続打点を記録するなど、リーグ5位の打率.300、同3位の160安打、チーム2位の74打点を記録したが、リーグ3位の134三振とレギュラー定着以降減少していた三振数が倍増した。守備でもリーグ2位、遊撃手としては3年連続リーグ最多の20失策を記録。
2008年はオールスターゲームに4度目の出場。共に同じ遊撃手の川﨑宗則、西岡剛が選出されたこともあり、オールスターゲームでは三塁手を務めたが、悪送球による失策を記録した。4年ぶりに20本塁打を記録とリーグ優勝に貢献した。前半戦終了時にリーグトップだった打率は後半戦に入って徐々に落ちていったが、楽天のリック・ショートと首位打者を争い、楽天との最終戦までもつれ込んだ。結果は7毛差で及ばなかったが自己最高の打率.331を記録。最終戦後には敬遠されなかったことについて「勝負してくれて嬉しかった」と語った。シーズン成績はチームトップの55四球を選び、それぞれ自己最高を更新する出塁率.410、25盗塁で、初タイトルとなる最高出塁率を獲得した。遊撃守備ではリーグ2位の12失策を記録したものの、守備率は遊撃手部門2位を記録して送球ミスも減り、ゴールデングラブ賞とベストナインを初受賞した。同年、かつて西武で背番号「3」を着けていた清原が引退を表明し、オリックス・バファローズとの最終戦の日にユニフォームの交換を行なった。巨人との日本シリーズでは第1戦と第2戦で2試合連続本塁打を放つ。第5戦では怪我で途中交代したものの、第6戦以降も満身創痍で先発出場し続け7戦全てで安打を記録し日本一に貢献、優秀選手に選ばれた。オフの契約更改で年俸2億円に到達。「野球をやっている以上、いろんな国の選手がいる中でやってみたいという夢はあります。メジャーに行けるような選手になりたい」と将来的なメジャーリーグ挑戦志向を明かした。
2009年は開幕から25試合本塁打がなかったが、6月21日の東京ヤクルトスワローズ戦で通算100本塁打を達成。オールスターゲームに選手間投票によって選出され5度目の出場。第2戦でファウルボールを観客席に突っ込んで捕球するなどしてベストプレー賞を受賞し、「守備で賞を頂けたことがうれしい」とコメント。主に「3番・遊撃手」としてリーグで唯一全試合フルイニング出場してシーズン後半には故障した中村剛也の代わりに4番打者も経験し、2年連続3割20本塁打20盗塁（史上5人目）、自己最多の92打点、173安打で自身初の最多安打、出塁率.398で2年連続となる最高出塁率のタイトルを獲得し、2年連続でベストナインも受賞。遊撃守備では初めて守備率.980台を記録。
2010年は一時打率が4割を越えたが、シーズン終盤はチャンスでの併殺打が増えた。同年オフにはポスティングシステムを利用したメジャーリーグ挑戦を球団側に訴えたが、交渉窓口となった球団本部長（当時）の前田康介が「話し合いの結果、残留で決まった」と報道陣に対して一方的に発表したことから、中島は「勝手に発表された。『分かった』としか言われていない」と、事実と異なる説明をされたとして球団に対する不信感を露にした。その後、監督の渡辺久信の仲裁により球団側と再度話し合い、残留することが正式に発表された。
2011年はこの年から導入された統一球の影響もあり、5月までは打率.266、3本塁打、OPS.771と調子が上向かなかったが、6月から調子を上げ、6月から9月まで打率.312、9本塁打、OPS.819と復調。7月11日のオリックス戦では警告試合を引き起こしている。事の発端は、6回裏に高宮和也の2球目が中島の背中に直撃。これに中島が激昂してマウンドへ歩み寄ると、両チームがベンチに飛び出し、乱闘寸前の雰囲気となった。試合は9対1で勝ったものの「（オリックスは）しょうもないチーム」、「ことしのうちに、必ず試合中にやり返しますよ」と発言した。最終的にこのシーズンでの対オリックス戦は、打率.383、36安打の18打点と滅法強かった。チームが最下位であった7月25日のロッテ戦では決勝本塁打を放ち、ヒーローインタビューではこの試合からキャプテンに任命されて右胸に「C」の文字が入ることを報告した。しかし10月は打率.271、本塁打なし、OPS.612と再び調子を落とし、5年連続で記録していた打率3割が途絶えた。最終的に右投手に対しては打率.316と例年通りの成績を残したが、左投手に対しては打率.237と苦手とした。本塁打も16本と4年ぶりに20本を下回ったが、得点圏打率はリーグ2位の.351を記録し、遊撃手としては鳥谷敬以来史上二人目、パシフィック・リーグでは初となるシーズン100打点を達成。中村剛也とともに球団初の100打点コンビとなった。また、21個の盗塁を成功させ失敗はわずか2個で、盗塁成功率は.913であった。オフには球団よりポスティングシステムを利用したメジャー移籍を容認されたことを受け、11月22日にメジャー挑戦を正式表明した。同月28日に申請書類を提出し、12月8日には入札額250万ドルでニューヨーク・ヤンキースが交渉権を獲得したことが発表された。その後グレグ・ゲンスキーを代理人として入団交渉を行ったが契約合意には至らなかった。
2012年1月10日に契約更改を行い、このシーズンも残留することが決定。シーズンでは6月に入ってから調子が上がり、6月の月間MVPを獲得。12年目で初の受賞となった。故障で離脱した中村の代わりに4番を打つこともあった。首位打者を牽引していたが、8月に腰の状態が悪化、9月に左脇腹痛を発症してからは打率が下がり、ロッテの角中勝也と首位打者を競うことになる。ロッテとの最終戦では1打席は四球。2打席目も敬遠気味にボールを投げられ、その際2球わざと空振りした。最終戦では2打席凡退し、打率.311。1厘差で首位打者を逃した。オフには海外FA権を行使する。

### アスレチックス傘下時代
2012年12月18日にオークランド・アスレチックスと総額650万ドルの2年契約＋出来高（3年目は年俸550万ドルの球団オプション）で契約。
2013年はスプリングトレーニングで無安打が続き、バッティングフォームをオープンスタンスに変更するなどしたが、9試合ぶりの安打である一塁内野安打を打った直後に左太腿裏を損傷。その後の試合は全て欠場し、結局17試合の出場で打率.167、出塁率.286、本塁打なし、2盗塁、遊撃守備で4失策を喫してスプリングトレーニングが終わり、3月30日に15日間の故障者リスト入りして開幕を迎えた。5月3日にはAAA級サクラメント・リバーキャッツの公式戦に出場したが、翌日に左太腿の痛みが再発し再検査を受けることが発表され、23日に25人枠から外れる。AAA級では遊撃手の他に三塁手と二塁手でも起用され、6月7日のツーソン戦まで10試合連続安打を記録し、前半戦は52試合の出場で打率.279、4本塁打、OPS.729、2盗塁の成績を記録したが、8月16日に40人枠から外れる。後半戦は38試合の出場で打率.289、本塁打なし、OPS.652、1盗塁の成績で、2013年シーズン成績は、打率.283、4本塁打、OPS.698でチーム平均OPS.776を下回った。
2014年は招待選手としてのスプリングトレーニング参加もなく、当初はAA級ミッドランド・ロックハウンズで開幕を迎える予定だったが、アディソン・ラッセルの故障に伴いスプリングトレーニングに参加し、6試合に出場。3月28日に40人枠入りし、翌日にAAA級サクラメントへ異動。4月3日に再び40人枠から外れ、AAA級では打率.128、0本塁打の成績で、4月30日にはAA級ミッドランドへ降格した。その後は昇格することなくマイナーのレギュラーシーズンを終える。AA級では主に二塁手で起用された他、内野全ポジションを経験するも、73試合の出場で打率.266、6本塁打、3盗塁、OPS.704で、2Aでもチーム平均OPS.717を下回る結果となった。チームはプレーオフに進出するが、ディビジョンシリーズ第1戦のフリスコ・ラフライダーズ戦で左手首を骨折する。オフの10月30日にアスレチックスが550万ドルの2015年球団オプションを破棄したため、FAになった。FA選手ランキングを扱った記事では全165人中165位にランクされた。アスレチックスGMのビリー・ビーンは中島の獲得に関して、地元紙「オークランド・トリビューン」のインタビューで「大失敗だった。大金を積めばいい選手が獲れるという考えは、やはり浅はかだったということが図らずも証明された」と語り、スポーツライターの臼北信行によると、中島の獲得は日本での宣伝効果を見込んだものであり、「多少期待外れでもナカジマをメジャーに昇格させるつもりだったが、あまりに酷すぎて使い物にならず、結局目をつぶることができなくなった」という。中島はNPB復帰を示唆。そして同年11月に代理人のスコット・ボラスが「ヒロは日本に戻ってプレーすることになるだろう。日本球団との契約交渉を進めていく」と語り、NPB復帰が決定、MLBの試合には1試合も出場することはなかった。古巣である西武の他に阪神やオリックスの争奪戦となった。

### オリックス時代
2014年12月5日にオリックス・バファローズが獲得を発表。幼馴染みの山崎勝己からラブコールを受けたこともオリックス入団を決めた1つの要因でもあったと明かし、小学生時代以来約20年ぶりに山崎と同じチームに所属することになった。オリックスとの契約期間は3年で、推定総額12億円。背番号は1。なお、オリックス移籍の際に、中島サイドから西武に入団断りと報道が出たがこれは誤りで、実際は契約交渉の初期の段階で西武サイドから入団交渉の話は無かったことにして欲しいというお願いがあったのに関わらず中島サイドが断ったことになっていたことを引退後に語った（その当時にその話をしなかったのも、古巣との関係性は決して悪いものではなかったことも語っている）。

オリックス時代（2015年）

2015年は開幕を一軍で迎え、主に「4番・一塁手」として先発出場した。しかし、4月19日の対西武戦（ほっともっとフィールド神戸）2回裏の打席での内野安打の際に、右太もも裏を痛めて途中交代。翌日の診断で右ハムストリングの肉離れが判明したため、21日に出場選手登録を抹消された。5月8日の対日本ハム戦（京セラドーム大阪）で「7番・一塁手」として先発出場し、一軍に復帰したが、同月26日の対DeNA戦（横浜）開始前の昼食中にぎっくり腰を発症、翌27日に再び登録を抹消された。6月9日の対ヤクルト戦（京セラドーム大阪）で再び一軍に復帰。シーズン全体では、指名打者・三塁手・遊撃手にも起用されながら、一軍公式戦117試合の出場で規定打席に到達したが、打率.240、10本塁打、46打点に終わった。9月にファッションモデルの相沢紗世と結婚、10月15日に結婚と相沢による第1子（女児）の出産、11月27日に「中島 宏之」への登録名変更を発表した。
2016年は正遊撃手の安達了一が春季キャンプの直前に潰瘍性大腸炎で入院したことを受けて、キャンプから遊撃守備の練習を再開。一軍公式戦でも、開幕戦から4試合連続で、遊撃手として先発出場した。以降の試合には指名打者や三塁手として出場したが、4月15日の対西武戦（京セラドーム大阪）での走塁中に右ふくらはぎを痛めたことを境に、故障や打撃不振で3度の二軍降格。5月28日の対西武戦（ほっともっと神戸）でNPB史上119人目の通算1500安打、8月18日の対日本ハム戦（札幌ドーム）で史上61人目の通算1000三振を記録。一軍公式戦全体では、96試合に出場し、打率.290、8本塁打、47打点。
2017年は、楽天との開幕3連戦（京セラドーム）で3番打者で起用、主に指名打者として一軍出場する。しかし、7月9日の対ロッテ戦（京セラドーム）の試合前にスコアボード下の外野グラウンドでストレッチ中、スコアボード下の外野5階席へスポンサーの看板を設置するために組まれていた鉄パイプが落下。グラウンドで跳ねた鉄パイプが右腰から首の辺りに当たったため、病院で検査を受けた。診断の結果打撲と診断されたことから、当日の試合ではベンチで待機。その後も一軍へ帯同していたが、実戦復帰は7月18日にZOZOマリンスタジアムでの同カードでの先発出場まで持ち越された。7月28日の対楽天戦（ほっともっとフィールド神戸）では、7回裏に自身6年ぶりの満塁本塁打を金刃憲人から打つ。結局、一軍公式戦には124試合へ出場、本塁打数9本で2年ぶりに規定打席へ到達し、チームトップ（リーグ7位）の打率.285。このシーズンで3年契約を満了し、中島は契約の付帯条件だった契約期間の延長オプションを行使、前年までの3年間と同じ推定年俸3億5000万円での1年契約で残留する。
2018年は開幕から代打での起用が多くなるが打撃不振で5月18日に登録抹消、6月14日に復帰後はレギュラーとして試合に出るも6月28日の西武戦で肉離れを発症し戦線離脱する。8月4日に復帰し8月12日のロッテ戦でサヨナラ適時打、9月1日の西武戦でサヨナラ3ランを打ち、シーズンを通してはオリックス移籍後最少の77試合出場で打率.289、5本塁打、34打点。シーズン終了後、球団から減額制限（1億円超は40％）を上回る減俸となる推定年俸1億円を提示されたが、本人がそれに納得せず、11月2日球団に退団の意思を伝え自由契約となる。

### 巨人時代
2018年11月22日に読売ジャイアンツと選手契約を結び、東京ドーム内にて監督の原辰徳の同席の下、入団会見を行った。その際、背番号は5となることもあわせて発表された。オリックスを自由契約になった後に、原監督から電話でラブコールを受けたことが巨人入団の決め手になったという。オリックス時代の年俸から2億円減となる推定年俸1億5000万円での単年契約となった。
2019年は開幕を一軍で迎えたが、打率.171と不振に陥り、5月31日に二軍に降格する。6月19日に一軍に昇格すると、その日のオリックス・バファローズ戦では代打として出場し、榊原翼から移籍後初本塁打を記録した。代打での本塁打は2003年8月11日の近鉄戦以来16年ぶりだった。しかし復調することなく43試合の出場に留まり、打率.148、1本塁打、5打点に終わった。秋季キャンプでは石井琢朗野手総合コーチと共に打撃フォームの改造に取り組んだ。12月3日に行われた契約更改では1億3000万円ダウンの2000万円で更改した。
2020年はオープン戦からトップタイの4本塁打と結果を残す。その後新型コロナウイルス感染拡大の影響で開幕が6月に遅れたが、開幕までの練習試合では打率.346と好成績を残し、開幕を一軍で迎え、6番・ファーストで先発出場。7月まではやや調子が上がらなかったが、8月14日の中日ドラゴンズ戦で通算200本塁打を達成するなど、8月は打率.362、9月は打率.338と調子を上げた。最終的に100試合の出場で打率.297、7本塁打、29打点を記録した。またこのシーズンは守備に就いた試合では全て一塁手としての出場であった。12月15日に行われた契約更改では3000万円増の5000万円で更改した。
2021年、4月3日に新型コロナウイルスのSmartAmpPCR検査で陽性判定を受けたことが球団から発表され、4月4日に「感染拡大防止特例2021」適用選手として出場選手登録を抹消された。その後、療養期間を終え、一軍登録されると、シーズンを通して勝負強い打撃でチームの勝利に貢献するも、シーズン途中に移籍した中田翔に一塁レギュラーの座を奪われ、代打起用となる。シーズンを通して打率.271（得点圏打率.385）、6本塁打、26打点を記録した。12月13日に行われた契約更改では200万円増の推定年俸5200万円で更改した。
2022年、4月27日の対DeNA戦（横浜スタジアム）では4回一死満塁の打席で坂本裕哉からシーズン唯一の本塁打である満塁本塁打を放った。巨人で39歳8か月での満塁本塁打は阿部慎之助の39歳5か月を抜く球団最年長記録となった。5月17日の対広島東洋カープ戦（宇都宮清原球場）では1点を追う9回無死満塁の打席でニック・ターリーから巨人移籍後初のサヨナラ打である逆転サヨナラ2点適時打を放った。
2023年、3月2日の春季キャンプ（沖縄・那覇）の紅白戦で、白組の育成投手から受けた死球により途中交代し、検査の結果「右母指末節骨骨折」と診断された。中田の肉離れにより、一塁手が空いたものの、前述の故障により、中田が復帰前の一軍出場は叶わなかった。オールスター直前に一軍昇格し、7月17日には5打数3安打を打ったが、7月末に再び二軍落ちとなった。8試合の出場で5安打に留まり、10月13日に戦力外通告を受け、中日が獲得へ動いていることが報道された。

### 中日時代
2023年11月24日に中日ドラゴンズが中島の獲得を発表し、中島は同月29日に中日と2024年シーズンの選手契約を締結した。推定年俸は2000万円＋出来高払い。背番号は9。なお、この中日移籍は、当時中日の監督だった立浪和義が高校の後輩で野球解説者をしていた宮本慎也に右の代打を探してるという相談から話が広がったことを宮本が語っている。
2024年、開幕一軍入り。4月13日の阪神戦で6回無死満塁の場面で代打で出場し右手に押し出しとなる死球を受けた。18日に「右第5中手骨骨膜損傷」と診断され、19日に登録抹消。5月14日に復帰し、代打の切り札として起用されるも、ヒットが出ずに7月29日に再び登録抹消。以降は一軍出場機会がなく15試合に出場して13打数無安打1打点に終わり、シーズン終了後の10月7日に球団から戦力外通告を言い渡され、同年12月2日付でNPBから自由契約選手として公示された。本人は現役続行を希望したが、2025年シーズン開幕直前の3月になっても中島を獲得する球団はなく、同月27日には『日刊スポーツ』紙上で現役引退を表明した。
そして現役引退後、ヤクルトOBの宮本慎也が自身のYouTubeチャンネルに中島をゲストとして招き、「中日では十分な活躍ができなかったため、引退試合は遠慮したい」「他球団からオファーがないことは分かっている。だからこそ、現役続行を表明することで、中日に自分の引退について気を遣わせずに済む」といった趣旨の内情を代弁した。

## 代表経歴
2008年に北京オリンピック野球日本代表に選出され、川﨑宗則の故障によって主に遊撃手を務めた。
2009年3月に開催された第2回ワールド・ベースボール・クラシック(WBC)の日本代表に選出された。1次選考選手発表の際にイチローは片岡易之・岸孝之らと共に「（選ばれれば）日本代表のキーマンになる3人」と語った。大会では「2番・遊撃手」として出場、発熱で一部の試合を欠場したが、2度目のキューバ戦で先発に復帰した。チームトップの打率.364、出塁率.516、7打点を記録して日本代表の2大会連続2度目の優勝に貢献した。

## 選手としての特徴

### 打撃

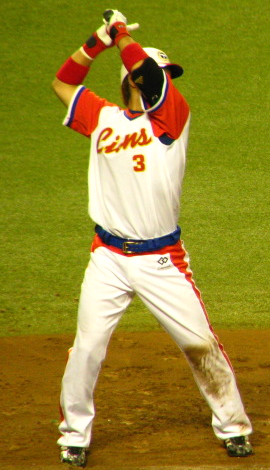
打席に立つ中島（西武時代の2009年）

バットを高く掲げ後方に倒す特徴的な構えをしていた。相手の呼吸に合わせて間合いをとるため逆に自分の呼吸を読ませないように考えた結果、左腕が上がって口元を隠すフォームに行き着いたという。
早いボールカウントから積極的に踏み込んで打ちに行く傾向があり、ファーストストライク時の打率が高く広角に長打を打ち分けることができる。これは高校時代に練習で打球が左翼後方のテニスコートやプールに飛び込むことが多く、他の部から苦情が頻出したことから監督に「危ないから右に打て」と指示されて取り組んだという。本人曰く「ゴルフのピッチング・ウェッジを打つ感覚」で右手を押し込む強さを加減して打球の飛距離を調節できると言い、宮本慎也からは「天才」と評された。10打席に1つ近い割合で四球を選ぶ選球眼も兼ね備える。一方でバントは苦手としており、犠牲バントのサインが出ると「（投手が）楽なところに投げてこないかなぁ」と毎回思うという。また、狙った場面で犠牲フライを打つ技術も持ち合わせている。

### 守備・走塁
西武時代は遊撃手としてプレーし、守備では下半身と地肩を活かしたプレーを特徴とする。レギュラーに定着した頃は失策数も多かったが、ゴールデングラブ賞を受賞した2008年から守備練習を増やした結果徐々に堅実さが加わり、2010年にはリーグ2位の守備率を記録するなど例年守備率を向上させている。一方で遊撃手としては守備範囲が狭く、2010年には守備イニング1000以上の同ポジション中で両リーグワーストのUZR-19.4を記録し、2012年にも両リーグワーストのUZR-23.2を記録した。アスレチックス傘下のAAAサクラメント、AAミッドランドでは遊撃手だけでなく、三塁手や二塁手としても起用された他、2014年シーズンの終盤は一塁手も経験した。日本復帰後、守備を指導した森脇浩司監督は「まだまだ伸びしろがあるし、天性でやっている部分もある。理にかなうことが大事」と語っている。
オリックス1年目の2015年には、主に一塁手や指名打者として出場。安達が遊撃手のレギュラーに定着していたことや、中島自身に故障が相次いだことなどから、遊撃手としての先発出場は1試合にとどまった。しかし、安達が前述の事情で出遅れた2016年には、開幕の当初に遊撃を守った。
走塁では一塁到達タイムは5秒台が多く、良くて4.25秒と足が速いほうではないがベースランニングは上手い。三塁打時には12秒台前半を記録し、盗塁成功率も日本での通算約75パーセントを誇る。このためメジャーリーグのスカウトからは「スピードのあるマイケル・ヤング」「頭脳的なベースランニングのラン（得点）・プロデューサー」と評価された。

## 人物
西武時代の背ネームH.NAKAJIMAは同チームに名字が同じ読みの中嶋聡が在籍していたことによる。中嶋聡の退団後、中島がH.が付いた表記を気に入っていたことから継続された。
西武の後輩野手たちからは「打撃のアドバイスを求めても、返答は擬音が多くてわかりにくい」「時々何を言っているのか理解できないことがある」と言われている。球場に来た長嶋茂雄から打撃指導を受けた際、長嶋独特の擬音を交えた指導にほかの西武の選手が首をかしげる中、中島のみ「長嶋さんの理論がわかりました」と語ったという。
女性人気が高く、2010年のバレンタインデーにはチームNo.1となる120個のチョコレートが届いた。一方でファン感謝デーなどの際にいきなり女性に尻を揉まれるといったことも頻発しており、試合だけでなくこれらの行事などでもファウルカップを着用している。
シーズンオフにはチームメイトの伝を頼って海外に一人旅に出ることが多く、2008年にはアレックス・カブレラの出身国であるベネズエラ、2009年は同じくヒラム・ボカチカのプエルトリコに旅に出ている。その当時は特にスペイン語ができるわけでもないのに物怖じせずに旅に出る姿勢から、金村義明から「絶対メジャーリーグ向きだ」と評された。2013年に米国に渡ったときにはスペイン語、英語とも片言レベルながら外国人選手と交流できるようになっている。
現在の妻で4歳年上の相沢とは、2011年1月に、女性ファッション誌の対談連載企画で初対面。その直後に中島が相沢にデートを申し込んだことをきっかけに、同年5月頃から交際が始まった。中島がアスレチックスに在籍していた時期にも、遠距離恋愛を続けていたという。オリックス入団後の2015年に、第1子の誕生がきっかけで結婚を決意。
2016年から自身の登録上の名前を「宏之」に変更したのは、長女の命名を依頼した姓名判断関係者から、「（自身の名前に）『宏』の字を入れた方が良い」と勧められたことによる。

## 詳細情報

### 年度別打撃成績
| 年 度      | 球 団      | 試 合 | 打 席 | 打 数 | 得 点 | 安 打 | 二 塁 打 | 三 塁 打 | 本 塁 打 | 塁 打 | 打 点 | 盗 塁 | 盗 塁 死 | 犠 打 | 犠 飛 | 四 球 | 敬 遠 | 死 球 | 三 振 | 併 殺 打 | 打 率 | 出 塁 率 | 長 打 率 | O P S |
| ---------- | ---------- | ----- | ----- | ----- | ----- | ----- | -------- | -------- | -------- | ----- | ----- | ----- | -------- | ----- | ----- | ----- | ----- | ----- | ----- | -------- | ----- | -------- | -------- | ----- |
| 2002       | 西武       | 4     | 7     | 7     | 0     | 1     | 0        | 0        | 0        | 1     | 0     | 0     | 0        | 0     | 0     | 0     | 0     | 0     | 2     | 1        | .143  | .143     | .143     | .286  |
| 2003       | 西武       | 44    | 98    | 89    | 12    | 23    | 3        | 1        | 4        | 40    | 11    | 1     | 2        | 0     | 0     | 5     | 0     | 4     | 22    | 0        | .258  | .327     | .449     | .776  |
| 2004       | 西武       | 133   | 559   | 502   | 70    | 144   | 22       | 3        | 27       | 253   | 90    | 18    | 2        | 3     | 4     | 39    | 7     | 11    | 108   | 7        | .287  | .349     | .504     | .853  |
| 2005       | 西武       | 118   | 444   | 405   | 56    | 111   | 21       | 2        | 11       | 169   | 60    | 11    | 3        | 3     | 3     | 22    | 3     | 11    | 67    | 17       | .274  | .327     | .417     | .744  |
| 2006       | 西武       | 105   | 459   | 412   | 76    | 126   | 22       | 1        | 16       | 198   | 63    | 14    | 4        | 0     | 4     | 30    | 3     | 13    | 66    | 12       | .306  | .368     | .481     | .849  |
| 2007       | 西武       | 143   | 593   | 533   | 68    | 160   | 28       | 5        | 12       | 234   | 74    | 9     | 4        | 1     | 5     | 41    | 0     | 13    | 134   | 15       | .300  | .361     | .439     | .801  |
| 2008       | 西武       | 124   | 556   | 486   | 75    | 161   | 32       | 0        | 21       | 256   | 81    | 25    | 5        | 0     | 3     | 55    | 3     | 12    | 96    | 15       | .331  | .410     | .527     | .937  |
| 2009       | 西武       | 144   | 648   | 560   | 100   | 173   | 31       | 3        | 22       | 276   | 92    | 20    | 12       | 0     | 3     | 75    | 4     | 10    | 113   | 17       | .309  | .398     | .493     | .891  |
| 2010       | 西武       | 130   | 579   | 503   | 80    | 158   | 33       | 3        | 20       | 257   | 93    | 15    | 5        | 0     | 11    | 52    | 2     | 13    | 97    | 20       | .314  | .385     | .511     | .896  |
| 2011       | 西武       | 144   | 633   | 566   | 82    | 168   | 27       | 1        | 16       | 245   | 100   | 21    | 2        | 0     | 11    | 44    | 0     | 12    | 93    | 11       | .297  | .354     | .433     | .787  |
| 2012       | 西武       | 136   | 567   | 499   | 69    | 155   | 29       | 1        | 13       | 225   | 74    | 7     | 6        | 1     | 6     | 52    | 3     | 9     | 76    | 10       | .311  | .382     | .451     | .833  |
| 2015       | オリックス | 117   | 483   | 417   | 43    | 100   | 19       | 0        | 10       | 149   | 46    | 1     | 2        | 0     | 1     | 53    | 1     | 12    | 93    | 10       | .240  | .342     | .357     | .699  |
| 2016       | オリックス | 96    | 347   | 314   | 24    | 91    | 23       | 0        | 8        | 138   | 47    | 1     | 0        | 0     | 4     | 26    | 0     | 3     | 54    | 7        | .290  | .346     | .439     | .785  |
| 2017       | オリックス | 124   | 489   | 431   | 36    | 123   | 19       | 0        | 9        | 169   | 49    | 0     | 0        | 0     | 5     | 46    | 0     | 7     | 93    | 11       | .285  | .360     | .392     | .752  |
| 2018       | オリックス | 77    | 251   | 225   | 13    | 65    | 7        | 0        | 5        | 87    | 34    | 0     | 0        | 1     | 1     | 21    | 2     | 3     | 38    | 8        | .289  | .356     | .387     | .743  |
| 2019       | 巨人       | 43    | 65    | 54    | 5     | 8     | 4        | 0        | 1        | 15    | 5     | 1     | 0        | 0     | 1     | 9     | 0     | 1     | 21    | 1        | .148  | .277     | .278     | .555  |
| 2020       | 巨人       | 100   | 312   | 279   | 19    | 83    | 13       | 0        | 7        | 117   | 29    | 0     | 3        | 0     | 1     | 31    | 0     | 1     | 59    | 11       | .297  | .369     | .419     | .788  |
| 2021       | 巨人       | 81    | 195   | 181   | 11    | 49    | 10       | 0        | 6        | 77    | 26    | 0     | 0        | 1     | 1     | 9     | 1     | 3     | 35    | 9        | .271  | .314     | .425     | .740  |
| 2022       | 巨人       | 62    | 111   | 99    | 5     | 24    | 6        | 0        | 1        | 33    | 20    | 0     | 1        | 0     | 1     | 10    | 0     | 1     | 24    | 5        | .242  | .315     | .333     | .649  |
| 2023       | 巨人       | 8     | 19    | 18    | 1     | 5     | 0        | 0        | 0        | 5     | 0     | 0     | 0        | 0     | 0     | 1     | 0     | 0     | 5     | 1        | .278  | .316     | .278     | .594  |
| 2024       | 中日       | 15    | 15    | 13    | 0     | 0     | 0        | 0        | 0        | 0     | 1     | 0     | 0        | 0     | 0     | 0     | 0     | 2     | 7     | 1        | .000  | .133     | .000     | .133  |
| 通算：21年 | 通算：21年 | 1948  | 7430  | 6593  | 845   | 1928  | 349      | 20       | 209      | 2944  | 995   | 144   | 51       | 10    | 65    | 621   | 29    | 141   | 1303  | 189      | .292  | .363     | .447     | .809  |

- 各年度の太字はリーグ最高

### 年度別打撃成績所属リーグ内順位
| 年 度 | 年 齢 | リ ｜ グ   | 打 率 | 安 打 | 二 塁 打 | 三 塁 打 | 本 塁 打 | 打 点 | 盗 塁 |
| ----- | ----- | ---------- | ----- | ----- | -------- | -------- | -------- | ----- | ----- |
| 2002  | 20    | パ・リーグ | -     | -     | -        | -        | -        | -     | -     |
| 2003  | 21    | パ・リーグ | -     | -     | -        | -        | -        | -     | -     |
| 2004  | 22    | パ・リーグ | -     | 10位  | -        | 7位      | 7位      | 8位   | 4位   |
| 2005  | 23    | パ・リーグ | -     | -     | -        | -        | -        | -     | 7位   |
| 2006  | 24    | パ・リーグ | 8位   | -     | -        | -        | -        | -     | 8位   |
| 2007  | 25    | パ・リーグ | 5位   | 3位   | 6位      | 4位      | -        | 9位   | -     |
| 2008  | 26    | パ・リーグ | 2位   | 5位   | 4位      | -        | 8位      | 9位   | 4位   |
| 2009  | 27    | パ・リーグ | 6位   | 1位   | 9位      | -        | 9位      | 4位   | 8位   |
| 2010  | 28    | パ・リーグ | 9位   | ‐     | 6位      | 10位     | 9位      | 4位   | 10位  |
| 2011  | 29    | パ・リーグ | 6位   | 3位   | 8位      | -        | 6位      | 2位   | -     |
| 2012  | 30    | パ・リーグ | 2位   | 2位   | 5位      | -        | 6位      | 5位   | -     |
| 2015  | 33    | パ・リーグ | -     | -     | -        | -        | -        | -     | -     |
| 2016  | 34    | パ・リーグ | -     | -     | -        | -        | -        | -     | -     |
| 2017  | 35    | パ・リーグ | 7位   | -     | -        | -        | -        | -     | -     |
| 2018  | 36    | パ・リーグ | -     | -     | -        | -        | -        | -     | -     |
| 2019  | 37    | セ・リーグ | -     | -     | -        | -        | -        | -     | -     |
| 2020  | 38    | セ・リーグ | -     | -     | -        | -        | -        | -     | -     |
| 2021  | 39    | セ・リーグ | -     | -     | -        | -        | -        | -     | -     |
| 2022  | 40    | セ・リーグ | -     | -     | -        | -        | -        | -     | -     |
| 2023  | 41    | セ・リーグ | -     | -     | -        | -        | -        | -     | -     |
| 2024  | 42    | セ・リーグ | -     | -     | -        | -        | -        | -     | -     |

- -は10位未満（打率、OPSは規定打席未到達の場合も-と表記）

### オリンピックでの打撃成績
| 年 度 | 代 表 | 試 合 | 打 席 | 打 数 | 得 点 | 安 打 | 二 塁 打 | 三 塁 打 | 本 塁 打 | 塁 打 | 打 点 | 盗 塁 | 盗 塁 死 | 犠 打 | 犠 飛 | 四 球 | 敬 遠 | 死 球 | 三 振 | 併 殺 打 | 打 率 | 出 塁 率 | 長 打 率 |
| ----- | ----- | ----- | ----- | ----- | ----- | ----- | -------- | -------- | -------- | ----- | ----- | ----- | -------- | ----- | ----- | ----- | ----- | ----- | ----- | -------- | ----- | -------- | -------- |
| 2008  | 日本  | 9     | 33    | 27    | 2     | 8     | 4        | 0        | 0        | 12    | 5     | 1     | 0        | 0     | 0     | 5     | 0     | 1     | 5     | 0        | .296  | .424     | .444     |

### WBCでの打撃成績
| 年 度 | 代 表 | 試 合 | 打 席 | 打 数 | 得 点 | 安 打 | 二 塁 打 | 三 塁 打 | 本 塁 打 | 塁 打 | 打 点 | 盗 塁 | 盗 塁 死 | 犠 打 | 犠 飛 | 四 球 | 敬 遠 | 死 球 | 三 振 | 併 殺 打 | 打 率 | 出 塁 率 | 長 打 率 |
| ----- | ----- | ----- | ----- | ----- | ----- | ----- | -------- | -------- | -------- | ----- | ----- | ----- | -------- | ----- | ----- | ----- | ----- | ----- | ----- | -------- | ----- | -------- | -------- |
| 2009  | 日本  | 7     | 34    | 22    | 4     | 8     | 4        | 0        | 0        | 12    | 6     | 1     | 0        | 3     | 1     | 6     | 1     | 2     | 5     | 1        | .364  | .516     | .545     |

### 年度別守備成績
| 年 度 | 球 団      | 三塁  | 三塁  | 三塁  | 三塁  | 三塁  | 三塁     | 遊撃  | 遊撃  | 遊撃  | 遊撃  | 遊撃  | 遊撃     | 一塁  | 一塁  | 一塁  | 一塁  | 一塁  | 一塁     |
| 年 度 | 球 団      | 試 合 | 刺 殺 | 補 殺 | 失 策 | 併 殺 | 守 備 率 | 試 合 | 刺 殺 | 補 殺 | 失 策 | 併 殺 | 守 備 率 | 試 合 | 刺 殺 | 補 殺 | 失 策 | 併 殺 | 守 備 率 |
| ----- | ---------- | ----- | ----- | ----- | ----- | ----- | -------- | ----- | ----- | ----- | ----- | ----- | -------- | ----- | ----- | ----- | ----- | ----- | -------- |
| 2002  | 西武       | 1     | 1     | 1     | 0     | 0     | 1.000    | -     | -     | -     | -     | -     | -        | -     | -     | -     | -     | -     | -        |
| 2003  | 西武       | 20    | 8     | 20    | 3     | 2     | .903     | 2     | 2     | 2     | 0     | 0     | 1.000    | -     | -     | -     | -     | -     | -        |
| 2004  | 西武       | -     | -     | -     | -     | -     | -        | 133   | 235   | 363   | 17    | 73    | .972     | -     | -     | -     | -     | -     | -        |
| 2005  | 西武       | -     | -     | -     | -     | -     | -        | 112   | 158   | 267   | 10    | 45    | .977     | -     | -     | -     | -     | -     | -        |
| 2006  | 西武       | -     | -     | -     | -     | -     | -        | 99    | 162   | 241   | 16    | 44    | .962     | -     | -     | -     | -     | -     | -        |
| 2007  | 西武       | -     | -     | -     | -     | -     | -        | 140   | 209   | 393   | 20    | 73    | .968     | -     | -     | -     | -     | -     | -        |
| 2008  | 西武       | 4     | 0     | 1     | 0     | 0     | 1.000    | 122   | 204   | 359   | 12    | 79    | .979     | -     | -     | -     | -     | -     | -        |
| 2009  | 西武       | -     | -     | -     | -     | -     | -        | 144   | 212   | 446   | 12    | 89    | .982     | -     | -     | -     | -     | -     | -        |
| 2010  | 西武       | -     | -     | -     | -     | -     | -        | 129   | 182   | 365   | 11    | 72    | .980     | -     | -     | -     | -     | -     | -        |
| 2011  | 西武       | -     | -     | -     | -     | -     | -        | 144   | 222   | 444   | 10    | 99    | .985     | -     | -     | -     | -     | -     | -        |
| 2012  | 西武       | -     | -     | -     | -     | -     | -        | 134   | 236   | 357   | 18    | 69    | .971     | -     | -     | -     | -     | -     | -        |
| 2015  | オリックス | 38    | 21    | 50    | 4     | 2     | .947     | 2     | 2     | 3     | 0     | 1     | 1.000    | 82    | 611   | 44    | 6     | 56    | .991     |
| 2016  | オリックス | 40    | 14    | 47    | 7     | 0     | .897     | 5     | 5     | 13    | 1     | 2     | .947     | 9     | 83    | 6     | 0     | 3     | 1.000    |
| 2017  | オリックス | 9     | 1     | 9     | 1     | 0     | .909     | -     | -     | -     | -     | -     | -        | 39    | 319   | 14    | 3     | 19    | .991     |
| 2018  | オリックス | 13    | 7     | 14    | 0     | 2     | 1.000    | -     | -     | -     | -     | -     | -        | 34    | 202   | 5     | 1     | 14    | .995     |
| 2019  | 巨人       | 10    | 2     | 2     | 2     | 0     | .667     | -     | -     | -     | -     | -     | -        | 13    | 61    | 1     | 1     | 3     | .984     |
| 2020  | 巨人       | -     | -     | -     | -     | -     | -        | -     | -     | -     | -     | -     | -        | 88    | 589   | 29    | 3     | 47    | .995     |
| 2021  | 巨人       | -     | -     | -     | -     | -     | -        | -     | -     | -     | -     | -     | -        | 51    | 300   | 19    | 0     | 1     | 1.000    |
| 2022  | 巨人       | -     | -     | -     | -     | -     | -        | -     | -     | -     | -     | -     | -        | 23    | 167   | 11    | 1     | 16    | .994     |
| 2023  | 巨人       | -     | -     | -     | -     | -     | -        | -     | -     | -     | -     | -     | -        | 4     | 31    | 2     | 0     | 1     | 1.000    |
| 通算  | 通算       | 135   | 54    | 144   | 17    | 6     | .964     | 1166  | 1829  | 3253  | 127   | 646   | .976     | 342   | 2363  | 131   | 15    | 160   | .994     |

- 各年度の太字はリーグ最高
- 太字年はゴールデングラブ賞受賞

### タイトル
- 最高出塁率：2回（2008年、2009年）
- 最多安打：1回（2009年）

### 表彰
- ベストナイン：4回（遊撃手部門：2008年、2009年、2011年、2012年）
- ゴールデングラブ賞：3回（遊撃手部門：2008年、2011年、2012年）
- 月間MVP：1回（打者部門：2012年6月）
- 月間サヨナラ賞：1回（2018年9・10月）
- 日本シリーズ優秀選手賞：1回（2008年）
- オールスターゲーム新人賞（2004年）
- オールスターゲーム優秀選手賞：1回（2006年第2戦）
- オールスターゲームベストプレー賞：1回（2009年第2戦）
- 所沢市特別顕彰：1回（2009年）[117]※第2回WBC日本代表のチームメンバーとして

### 記録
初記録
- 初出場・初先発出場：2002年10月6日、対日本ハムファイターズ28回戦（東京ドーム）、「5番・指名打者」として先発出場
- 初打席・初安打：同上、2回表に金村曉から右前安打
- 初打点：2003年8月3日、対日本ハムファイターズ21回戦（西武ドーム）、4回裏に関根裕之から中前適時打
- 初本塁打：2003年8月5日、対福岡ダイエーホークス21回戦（福岡ドーム）、2回表に寺原隼人から左越ソロ
- 初盗塁：2003年8月12日、対大阪近鉄バファローズ22回戦（西武ドーム）、9回裏に二盗（投手：髙村祐、捕手：藤井彰人）

節目の記録
- 100本塁打：2009年6月21日、対東京ヤクルトスワローズ4回戦（明治神宮野球場）、1回表に石川雅規から左越2ラン ※史上255人目
- 1000安打：2010年7月20日、対福岡ソフトバンクホークス14回戦（福岡Yahoo!JAPANドーム）、7回表に杉内俊哉から右前安打 ※史上259人目
- 1000試合出場：2011年6月30日、対オリックス・バファローズ6回戦（京セラドーム大阪）、「3番・遊撃手」として先発出場 ※史上444人目
- 150本塁打：2012年4月7日、対福岡ソフトバンクホークス2回戦（西武ドーム）、4回裏に岩嵜翔から左越ソロ ※史上157人目
- 100死球：2012年5月3日、対東北楽天ゴールデンイーグルス4回戦（西武ドーム）、6回裏に美馬学から ※史上17人目
- 1500安打：2016年5月28日、対埼玉西武ライオンズ10回戦（ほっともっとフィールド神戸）、6回裏に武隈祥太から中前安打 ※史上119人目
- 300二塁打：2017年6月7日、対阪神タイガース2回戦（京セラドーム大阪）、2回裏に能見篤史から左翼線二塁打[118]※史上68人目
- 1500試合出場：2017年6月17日、対横浜DeNAベイスターズ2回戦（横浜スタジアム）、「5番・三塁手」として先発出場 ※史上119人目
- 200本塁打：2020年8月14日、対中日ドラゴンズ10回戦（東京ドーム）、6回裏にルイス・ゴンサレスから左越3ラン ※史上107人目

その他の記録
- 9試合連続打点：2007年
- 1イニング2盗塁死：2012年3月31日、対北海道日本ハムファイターズ2回戦（札幌ドーム）、3回表に記録（田中賢介の悪送球で一塁に残った） ※史上初[119]
- 2年連続2桁犠飛（2010年、2011年） ※史上初
- 4試合連続猛打賞：2012年7月15日 - 17日、25日 ※西武球団新記録
- 2年連続3割20本塁打20盗塁（2008年、2009年） ※史上5人目
- 全球団から本塁打：2016年9月22日、対埼玉西武ライオンズ25回戦（京セラドーム大阪）、7回裏にブライアン・ウルフから左越2ラン ※史上31人目（大阪近鉄・東北楽天の両球団を含む13球団からの達成者は史上8人目）
- オールスターゲーム出場：8回（2004年、2006年、2007年、2008年、2009年、2010年、2011年、2012年）

### 背番号
- 56（2001年[9] - 2003年）
- 3（2004年[11] - 2012年）
- 1（2015年[50] - 2018年）
- 5（2019年[68] - 2023年）
- 9（2024年[88]）

### 登録名
- 中島 裕之（なかじま ひろゆき、2001年[7] - 2012年、2015年[50]）
- 中島 宏之（なかじま ひろゆき、2016年[57] - 2024年）

## 関連情報

### CM
- アンダーアーマー「アスリートを進化させる<中島>」篇（2009年）[120]
- 大塚製薬「ポカリスエット」（2009年、川﨑宗則と共演）

### DVD
- 中島裕之 進化する若獅子、背番号3（PCBE-53174 2010年4月21日発売、販売元:ポニーキャニオン、発売元:ジェイ・スポーツ・ブロードキャスティング）

### ラジオ
- 中島裕之の今日も一発やったるで!（文化放送ライオンズナイター内、イニング間のコーナー。主に中島選手へのインタビュー）